# Церей
Церей (словен. Cerej) — поселення в общині Копер, Регіон Обално-крашка, Словенія. Висота над рівнем моря: 98,6 м.